# 183 dagar
183 dagar är en svensk dramaserie i sex entimmesavsnitt visad på SVT 2009 i regi av Emiliano Goessens och Nanna Huolman efter ett manus av Hans Rosenfeldt. Den handlar om livet kring den fiktiva dokusåpan HUS-1, inspirerad av Big Brother. Serien spelades in under vintern 2007-2008 i bland annat Göteborgs frihamn och Gåshaga.

## Handling
Emma, Mandy, Sebastian, Tarek och Laura har alla kommit till final i dokusåpan "HUS-1", där alla slås ut en efter en och Emma till slut står som vinnare. Resten av serien handlar om vad som händer dessa fem deltagare som dokusåpakändisar, vilket inte blir lätt då reportern Anne skriver en mängd falska saker om dem i massmedia.

## Rollista
- Tuva Novotny - Emma
- Ulric von der Esch - Sebastian
- Sasha Becker - Mandy
- Jonatan Rodriguez - Tarek
- Malin Arvidsson - Laura
- Malin Morgan - Anne
- Johan Rheborg - Emmas pappa
- Jonas Rimeika - Anders
- Jan Coster - Den blonde
- Daniel Larsson - Emmas bror
- Adam Lundgren - Krister
- Joel Kinnaman - Byron
- Rune Björkdahl - Lennart
- Josefin Neldén - Linda
- André Sjöberg - Benjamin
- Sebastian Ylvenius - Anton
- Johan H:son Kjellgren - Sebastians pappa
- Cecilia Nilsson - Sebastians Mamma
- Danilo Bejarano - Producenten Henrik
- Peter Viitanen - Den blondes torped
- Lotta Karlge - Redaktör
- Johan Gry - Kändisagent
- Karin de Frumerie - Gloria
- Sverrir Gudnason - Stanley